# Eupolintoviridae
Eupolintoviridae es una familia de virus ADN bicatenario que infectan animales, hongos y protistas. La familia se divide en dos géneros separados por un 40 % de identidad en la secuencia de aminoácidos de la ADN polimerasa. Además existe un tercer grupo que podría ser el resultado de la quimerización (formación de un genoma recombinante) entre los dos géneros identificados.
Se descubrieron en 2020 a través de estudios de metagenómica y como un elemento viral endógeno que existe como transposones polintones en los genomas de ciertos animales, hongos y protistas. Los viriones podrían ser similares a los adenovirus con la excepción de que retienen componentes ausentes en estos virus.

## Taxonomía
Se han descrito los siguientes géneros:
- Alphadintovirus
- Betadintovirus